# Dominic McGuire
Dominic McGuire (San Diego, Kalifornija, 20. listopada 1985.) američki je profesionalni košarkaš. Igra na poziciji niskog krila, a trenutačno je član NBA momčadi Sacramento Kingsa. Izabran je u 2. krugu (47. ukupno) NBA drafta 2007. od strane Washington Wizardsa.

## Srednja škola i sveučilište
Pohađao je srednju školu Lincoln High School. Nakon srednje škole, McGuire se odlučio na pohađanje sveučilišta Kalifornija. Nakon završetka druge godine sveučilišta, McGuire se odlučio prebaciti na sveučilište Kalifornija State.

## NBA karijera
Izabran je kao 47. izbor NBA drafta 2007. od strane Washington Wizardsa. Svoj raskošan talent prikazao je na Ljetnoj ligi u Las Vegasu, a svoj prvi nastup u NBA ligi ostvario je 16. travnja 2008. u utamici s Orlando Magicima. 18. veljače 2010. McGuire je mijenjan u Sacramento Kingse u zamjenu za izbor drugog kruga na NBA draftu 2010. godine.

## NBA statistika

### Regularni dio
| Godina    | Klub       | Odig. uta. | Uta. poč. | Min. | 2P%  | 3P%  | Sl. bac.% | Skok. | Asist. | Ukr. lop. | Blok. | Poena |
| --------- | ---------- | ---------- | --------- | ---- | ---- | ---- | --------- | ----- | ------ | --------- | ----- | ----- |
| 2007./08. | Washington | 70         | 1         | 9.9  | .379 | .167 | .438      | 2.0   | .6     | .3        | .4    | 1.3   |
| 2008./09. | Washington | 79         | 57        | 26.2 | .432 | .500 | .725      | 5.4   | 2.5    | .8        | .9    | 4.5   |
| Ukupno    |            | 149        | 58        | 18.6 | .419 | .300 | .657      | 3.8   | 1.6    | .6        | .6    | 3.0   |

### Doigravanje
| Godina    | Klub       | Odig. uta. | Uta. poč. | Min. | 2P%  | 3P%  | Sl. bac.% | Skok. | Asist. | Ukr. lop. | Blok. | Poena |
| --------- | ---------- | ---------- | --------- | ---- | ---- | ---- | --------- | ----- | ------ | --------- | ----- | ----- |
| 2007./08. | Washington | 3          | 0         | 5.0  | .000 | .000 | .500      | 1.0   | .3     | .3        | .3    | .3    |
| Ukupno    |            | 3          | 0         | 5.0  | .000 | .000 | .500      | 1.0   | .3     | .3        | .3    | .3    |

## Vanjske poveznice
- Profil na NBA.com
- Profil na Basketball-Reference.com